# Pardosa donabila
Pardosa donabila là một loài nhện trong họ Lycosidae.
Loài này thuộc chi Pardosa. Pardosa donabila được Carl Friedrich Roewer miêu tả năm 1955.